# BLU-107 Durandal
Die BLU-107 Durandal ist eine raketengetriebene Bombe, die nach dem mythischen französischen Schwert Durandal benannt ist. Sie wurde in den frühen 1970er-Jahren von dem französischen Unternehmen Matra – jetzt bei MBDA France als Teil des europäischen Konzerns Airbus – in Zusammenarbeit mit SAMP entwickelt. Die Entwicklung erfolgte im Auftrag der Armée de l’air zur Zerstörung von Start- und Landebahnen sowie Flugzeugbunker im Tiefflug. Die Einführung erfolgte dann im Jahr 1977. Die ersten Flugzeuge, die für den Einsatz der Durandal zugelassen waren, waren die Mirage F1 und Mirage 2000.

## Einsatz und Technik
Sie wird von niedrigen Flughöhen aus von dem angreifenden Flugzeug abgeworfen und öffnet zunächst einen Fallschirm. Nachdem die Durandal ihre Fluggeschwindigkeit verringert hat und der Kopf nur noch 20–30 Grad gegenüber der Senkrechten geneigt ist, wird der Fallschirm gelöst und der Raketenmotor gezündet. Der Raketenmotor, der als Feststoffrakete konzipiert ist, beschleunigt die Durandal auf bis zu 260 Meter pro Sekunde, um genügend kinetische Energie für den Durchschlag der Oberfläche zu erzeugen. Die BLU-107 ist so in der Lage, bis zu 400 Millimeter Beton zu durchschlagen, bevor sie von ihrem Verzögerungszünder gezündet wird. Die Explosion unter der Oberfläche der Startbahn hinterlässt einen großen, hauptsächlich unterirdischen Krater. Dieser Explosionsschaden ist schwieriger zu reparieren als bei einem Krater, den eine freifallende Bombe vergleichbaren Gewichtes erzeugen würde. So hinterlässt sie einen etwa 5 Meter tiefen Krater von 16 Metern Durchmesser.
Eine Durandal wiegt 219 kg und ist 2,5 m lang. Der Sprengkopf enthält 100 kg hochbrisanten Sprengstoff. Sie ist so ausgelegt, dass sie auf einem standardisierten NATO 356-mm-Pylon befestigt werden kann.

## Verwender
- Ägypten
- Argentinien
- Brasilien
- Ecuador
- Frankreich
- Griechenland
- Israel
- Jordanien
- Libyen
- Nigeria
- Südkorea
- Oman
- Pakistan
- Serbien
- Türkei
- Vereinigte Staaten
- Volksrepublik China

Die meisten Durandals besaß wohl die US Air Force. Zuerst wurde sie beim Air Force Rocket Propulsion Laboratory ab 1982 getestet. Weitere Tests erfolgten während des Red Flag-Manövers im Januar und Februar 1988. Die Durandal wurde dann unter der Bezeichnung BLU-107/B eingeführt, hauptsächlich deswegen, weil sich die Einführung der BLU-106/B BKEP (Boosted Kinetic Energy Penetrator) der Air Force verzögerte. Das Programm wurde dann später eingestellt. So wurde die BLU-107/B von F-111E Jagdbombern 1991 während der Operation Desert Storm eingesetzt. Nachdem die F-111 ausgemustert worden war, wurde die F-16 die einzige Plattform, die die Durandal noch nutzte.